# بن مولروني
بن مولروني (بالإنجليزية: Ben Mulroney)‏ (و. 1976  م) هو ممثل، ومقدم تلفزيوني كندي، ولد في مونتريال.
.

## التعليم
تعلم في جامعة ديوك، وFaculté de droit de l'Université Laval ‏، ومدرسة هوتشكس ‏.

## وصلات خارجية
- بن مولروني على موقع IMDb (الإنجليزية)
- بن مولروني على موقع قاعدة بيانات الفيلم (الإنجليزية)

- بن مولروني في قاعدة بيانات الأفلام على الإنترنت